# Christiane Vulpius

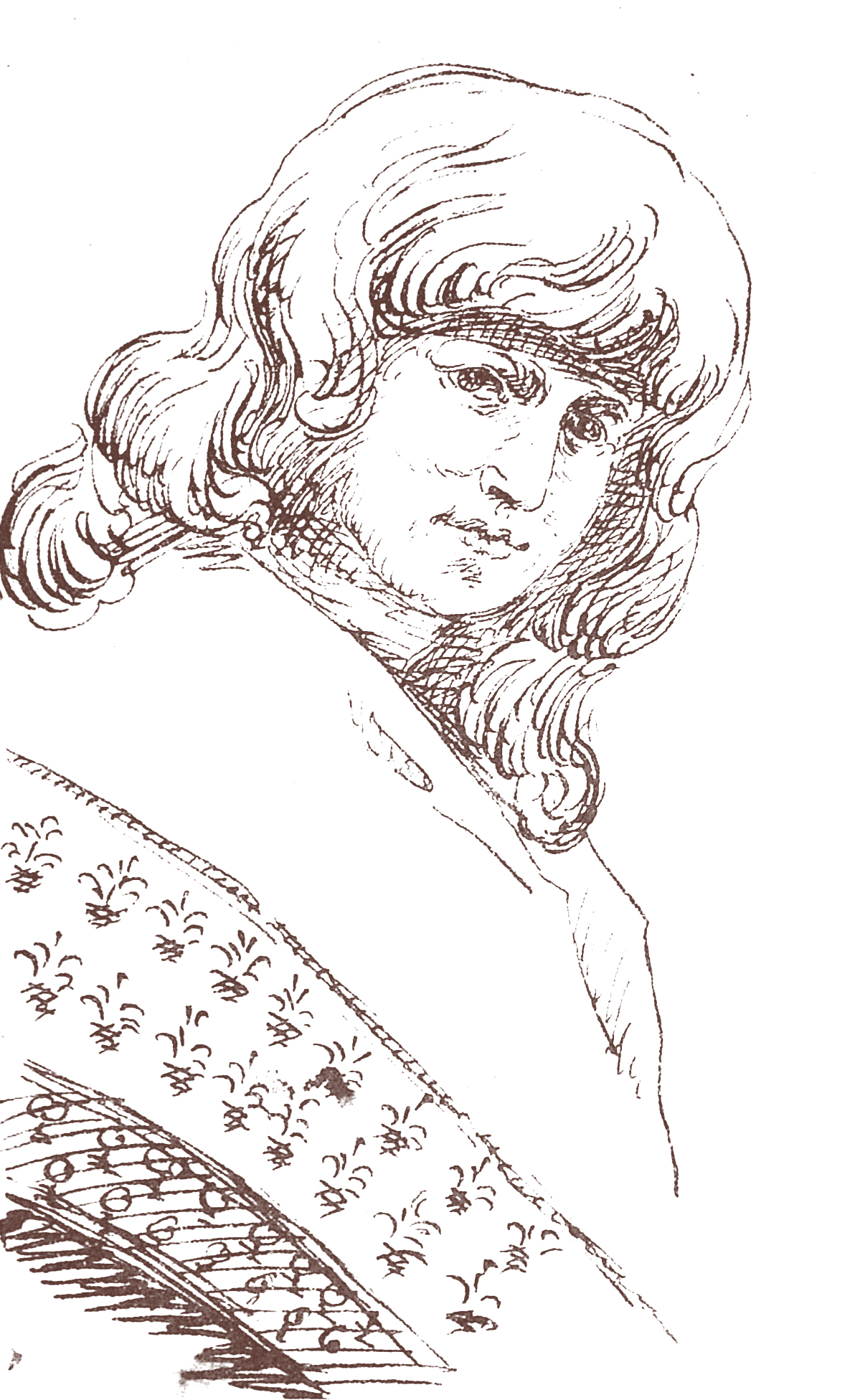
Johann Wolfgang von Goethe: Christiane Vulpius

Christiane von Goethe (właściwie Johanna Christiana Sophie von Goethe z domu Vulpius; ur. 1 czerwca 1765 w Weimarze, zm. 6 czerwca 1816 tamże) – kochanka, a następnie żona Goethego.

## Życiorys
Pochodziła ze zubożałej rodziny – ojciec, urodzony w wykształconej rodzinie, po przerwaniu studiów prawniczych pracował jako kopista w archiwum weimarskim, matka wywodziła się ze środowiska rzemieślniczego. Dzieciństwo spędziła w ubóstwie i już we wczesnej młodości podjęła pracę zarobkową jako pomocnica modystki.
J.W. Goethe znał trudne położenie Vulpiusów z racji stanowisk urzędowych, które piastował w niewielkim Weimarze. Latem 1788 r. poznał Christiane, gdy ta w parku zwróciła się do niego o pomoc dla brata. Szybko doszło do gwałtownego romansu, którego owoc – syn August – urodził się ponad rok później. Czwórka kolejnych dzieci zmarła w niemowlęctwie.
Mimo sporej różnicy wieku i kolosalnej różnicy w wykształceniu i pozycji towarzyskiej oraz dezaprobaty ze strony otoczenia, para ta stworzyła szczęśliwy związek, o czym świadczą liczne utwory poety, w tym erotyki poświęcone wybrance. Na poślubienie jej Goethe zdecydował się jednak dopiero po 18 latach wspólnego pożycia w nieformalnym związku i to w trakcie zawieruchy wojennej (19 października 1806, kościół św. Jakuba). W oficjalnym wprowadzeniu żony do towarzystwa pomogła mu – bez większego zapału – Johanna Schopenhauer, powszechnie szanowana dama i matka filozofa Arthura Schopenhauera. Prawdziwej akceptacji wyższych sfer Christane nie udało się jednak nigdy uzyskać i niemal całe swoje dorosłe życie, również jako prawowita małżonka, spędziła ona w położonym na uboczu domku ogrodowym artysty.
Jak wynika z jej korespondencji z Goethem oraz współczesnych relacji, Christiane Vulpius była osobą o wesołym usposobieniu, energiczną, praktyczną i rozsądną, a także – mimo widocznego braku wykształcenia – bystrą i nie pozbawioną wyczucia estetycznego. Interesowała się teatrem i z powodzeniem prowadziła dom wielkiego literata, sama pozostając zawsze za kulisami.
Zmarła po ciężkiej chorobie nerek i została pochowana na cmentarzu św. Jakuba w Weimarze. Sławny małżonek nie zjawił się na pogrzebie. Jej grób przez kilkadziesiąt lat uchodził za zaginiony, odnaleziony w 1888 r. po gruntownej kwerendzie archiwalnej, przykryto stosowną płytą kamienną.